# 15
15 (XV, na numeração romana) foi um ano comum do século I, do Calendário Juliano, da Era de Cristo, teve início a uma terça-feira e terminou também a uma terça-feira, e a sua letra dominical foi F.
| Ano completo                       |
| ---------------------------------- |
| Ano comum com início à terça-feira |

## Nascimentos
- 24 de Setembro - Vitélio, Imperador de Roma (m. 69).
- 6 de novembro - Agripina Menor, imperatriz-consorte romana (m. 59).